# Stracathro House

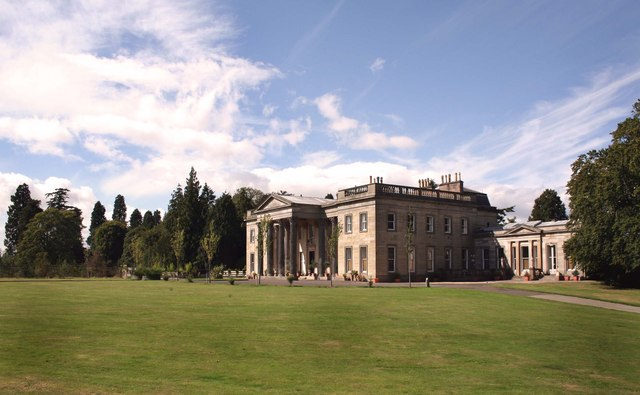
Stracathro House

Stracathro House ist ein Herrenhaus nahe der schottischen Ortschaft Stracathro in der Council Area Angus. 1971 wurde das Bauwerk in die schottischen Denkmallisten in der höchsten Denkmalkategorie A aufgenommen. Des Weiteren sind zahlreiche zugehörige Bauwerke denkmalgeschützt. So sind eine Fußgängerbrücke westlich des Herrenhauses, die südliche Torzufahrt und die Gärten als Kategorie-B-Bauwerke klassifiziert. Eine Fußgängerbrücke über das Cruick Water sowie das Engineer’s House sind als Kategorie-C-Bauwerke geschützt. Die Stallungen von Stracathro House sind unabhängig als Denkmal der Kategorie A eingestuft.

## Geschichte
Patrick Cruickshank, der sein Vermögen auf Jamaika verdient hatte, erwarb das beinahe 800 Hektar umfassende Anwesen im Jahre 1775. Sein Bruder Alexander erbte Stracathro und betraute den schottischen Architekten Archibald Simpson mit der Errichtung von Stracathro House, das um 1827 entstand. Zwei Jahre vor seinem Tod erwarb James Campbell, der ehemalige Lord Provost von Glasgow und Vater des britischen Premierministers Henry Campbell-Bannerman, das Anwesen. 1938 wurde Stracathro House an die Regierung verpachtet, die dort das Stracathro Hospital errichteten. Das Herrenhaus diente als Wohnhaus des Personals. 2003 wurde Stracathro House verkauft und dient einer Familie als Wohnhaus.

## Beschreibung
Stracathro House steht rund vier Kilometer südöstlich von Edzell und sechs Kilometer nordöstlich von Brechin an dem Bach Cruick Water, der auf Höhe des Herrenhauses in den North Esk mündet. Das zweistöckige Herrenhaus ist symmetrisch aufgebaut und im Stile des Palladianismus ausgestaltet. An der nordwestexponierten Hauptfassade springt mittig ein Portikus mit sechs korinthischen Säulen und Dreiecksgiebel hervor. Die zu beiden Seiten abgehenden Flügel sind ähnlich, jedoch schlichter ausgestaltet.
Die Stallungen stehen westlich des Herrenhauses. Sie wurden zu Bauzeiten von Stracathro House erbaut und sind ebenfalls von Simpson gestaltet. Die Gebäude umschließen einen Innenhof, der über einen rundbogigen Torweg an der Südseite zugänglich ist. Der Bogen schließt mit Triglyphenfries und Gesimse. An der Nordseite ragt ein oktogonaler Taubenturm auf.